# Triumph Tour
"Triumph Tour" là tour diễn của nhóm The Jacksons diễn vòng quanh nước Mỹ từ ngày 9 tháng 7 đến ngày 26 tháng 9 năm 1981.Tour diễn này đã thu về 5.5 triệu đô la.

### Danh sách bài hát
- Giới thiệu

1. "Can You Feel It"
2. "Things I Do for You"
3. "Off the Wall"
4. "Ben"
5. "This Place Hotel"
6. "She's Out of My Life"
7. Movie / Rap (including excerpts of: "I Want You Back"/"Never Can Say Goodbye"/"Got to Be There")
8. Medley:
  1. "I Want You Back"
  2. "ABC"
  3. "The Love You Save"
9. "I'll Be There"
10. "Rock With You"
11. "Lovely One"
12. "Working Day and Night"
13. "Don't Stop 'Til You Get Enough"
14. "Shake Your Body (Down to the Ground)"

### Tổng số lượt biểu diễn
| North America |              |                    |                              |
| United States |              |                    |                              |
| 1             | 8 July       | Memphis, Tennessee | Mid-South Coliseum           |
| 2             | 10 July      | Oklahoma City, OK  |                              |
| 3             | 11 July      | Dallas, TX         | Reunion Arena                |
| 4             | 12 July      | Houston, TX        | The Summit                   |
| 5             | 15 July      | San Antonio, TX    | HemisFair Arena              |
| 6             | 17 July      | Baton Rouge, LA    |                              |
| 7             | 18 July      | Mobile, AL         |                              |
| 8             | 19 July      | Lakeland, FL       |                              |
| 9             | 22 July      | Atlanta, GA        | The Omni                     |
| 10            | 24 July      | Greensboro, NC     |                              |
| 11            | 25 July      | Charlotte, NC      |                              |
| 12            | 26 July      | Hampton, VA        | Hampton Coliseum             |
| 13            | 31 July      | Washington, DC     | Capital Centre               |
| 14            | 1 August     | Washington, DC     | Capital Centre               |
| 15            | 2 August     | Buffalo, NY        |                              |
| 16            | 4 August     | Richmond, VA       | Richmond Coliseum            |
| 17            | 7 August     | Uniondale, NY      | Nassau Coliseum              |
| 18            | 8 August     | Philadelphia, PA   |                              |
| 19            | 10 August    | Columbus, OH       | Veterans Memorial Auditorium |
| 20            | 13 August    | Pittsburgh, PA     |                              |
| 21            | 15 August    | Hartford, CT       |                              |
| 22            | 16 August    | Providence, RI     |                              |
| 23            | 18 August    | New York, NY       | Madison Square Garden        |
| 24            | 19 August    | New York, NY       | Madison Square Garden        |
| 25            | 22 August    | Indianapolis, IN   |                              |
| 26            | 23 August    | Dayton, OH         |                              |
| 27            | 26 August    | Milwaukee, WI      | Milwaukee Arena              |
| 28            | 28 August    | Chicago, IL        |                              |
| 29            | 29 August    | Detroit, MI        | Joe Louis Arena              |
| 30            | 3 September  | Denver, CO         |                              |
| 31            | 5 September  | Oakland, CA        |                              |
| 32            | 6 September  | Las Vegas, NV      |                              |
| 33            | 8 September  | Kansas City, MO    | Kemper Arena                 |
| 34            | 16 September | San Diego, CA      |                              |
| 35            | 17 September | San Francisco, CA  |                              |
| 36            | 18 September | Los Angeles, CA    | The Forum                    |
| 37            | 19 September | Los Angeles, CA    | The Forum                    |
| 38            | 25 September | Los Angeles, CA    | The Forum                    |
| 39            | 26 September | Los Angeles, CA    | The Forum                    |